# قهرمانی کشتی جهان ۱۹۱۱
قهرمانی کشتی جهان ۱۹۱۱ هفتمین دوره از رقابت‌های قهرمانی جهان می‌باشد که از ۲۵ تا ۲۸ مارس ۱۹۱۱ در هلسینکی، فنلاند برگزار گردید.

## جدول مدال‌ها
| رتبه           | کشور           | طلا | نقره | برنز | مجموع |
| -------------- | -------------- | --- | ---- | ---- | ----- |
| ۱              | فنلاند         | ۵   | ۳    | ۵    | ۱۳    |
| ۲              | سوئد           | ۰   | ۲    | ۰    | ۲     |
| مجموع (۲ کشور) | مجموع (۲ کشور) | ۵   | ۵    | ۵    | ۱۵    |

## خلاصه مدال‌ها

### فرنگی مردان
| رویداد | طلا                       | نقره                       | برنز                         |
| ۶۰ ک‌گ  | Antti Hyvönen · فنلاند    | Herman Parikka · فنلاند    | Vilhelm Lehmusvirta · فنلاند |
| ۶۷ ک‌گ  | Nestori Tuominen · فنلاند | Gustaf Malmström · سوئد    | Paul Tirkkonen · فنلاند      |
| ۷۳ ک‌گ  | امیل ارنست وار · فنلاند   | Theodor Tirkkonen · فنلاند | Alfred Salonen · فنلاند      |
| ۸۳ ک‌گ  | Alfred Asikainen · فنلاند | Anders Ahlgren · سوئد      | Arvo Lumme · فنلاند          |
| ۸۳+ ک‌گ | اویو سارلا · فنلاند       | آدولف لیندفورس · فنلاند    | Alex Järvinen · فنلاند       |